# Princesse Taki
Princesse Taki (japonais : 託基皇女), morte le 25 février 751 était une princesse japonaise de la période d'Asuka de l'histoire du Japon. Elle était la fille de l'empereur Tenmu, l'épouse du prince Shiki et la mère du prince Kasuga. C'était une Saiō.

## Généalogie
Elle est la fille de l'empereur Temmu et de Lady Kajihime, dont le père est Shishibito no Omi Ōmaro. Ses frères et sœurs sont le prince Osakabe, la princesse Hatsusebe et le prince Shiki.